# Батырканов, Эрнист Муратович
Эрнист Муратович Батырканов (род. 21 февраля 1998, Кара-Куль, Джалал-Абадская область) — киргизский футболист, полузащитник и нападающий клуба «Абдыш-Ата» и сборной Кыргызстана.

## Биография

### Клубная карьера
С 2010 года выступал за детские команды клуба «Дордой» (Бишкек). В 2016 году дебютировал в высшей лиге Кыргызстана в составе команды «Ала-Тоо» (Нарын), аффилированной с «Дордоем». В 2017 году вернулся в «Дордой», но выступал преимущественно за вторую команду клуба, ставшую победителем первой лиги. В 2018 году пробился в основной состав «Дордоя», стал чемпионом и обладателем Кубка Кыргызстана, а в споре бомбардиров чемпионата занял третье место с 17 голами.

### Карьера в сборной
В составе олимпийской сборной Кыргызстана участник Азиатских игр 2018 года, сыграл 3 матча и забил 2 гола.
Дебютный матч за сборную Кыргызстана сыграл 6 сентября 2018 года против Палестины, заменив на 72-й минуте Ахлетдина Исраилова.
Принимал участие в Кубке Азии 2019 года, сыграл только один матч, появившись на поле на две минуты в стартовой игре против Китая.